# 얀 (가수)
얀(Yarn, 본명: 이민욱, 1972년 6월 23일 ~ )은 대한민국의 가수이다.

## 생애
- 1972년 6월 23일, 경상북도 대구에서 2남 2녀 중 장남으로 출생했다.

- 1996년 언더그라운드 라이브 클럽에서 록 음악 가수로 첫 데뷔를 하였고 이듬해 1997년에는 TV 드라마 OST에도 참여한 것을 기회로 대중적 모습을 드러내었으며 1년 후 1998년에는 잠시 보컬 음악 그룹 미스터 투의 보컬리스트로 활약을 한 적이 있고 2000년 1집 음반 《Virgin》으로 데뷔하였다.

- 그는 LA 메틀이나 헤비 메틀 등 1980년대 중후반에 인기를 모은 록, 특히 메틀에 관심을 가지고 있으며 그의 창법 역시 록에 기반하여 시원스럽게 내지르는 스타일이다.

- 하지만 데뷔 이후에는 하드한 록보다는 록에 기반한 발라드나 소프트한 음악을 선보이고 있다.

- 얀은 애당초 드라마 주제곡을 부르며 1997년에 잠시 가요계에 모습을 드러냈다.

- 하지만 별다른 반응을 얻지 못한 그는 3년동안 절치부심, 2000년에는 솔로 앨범 1집을 발표하기에 이른다.

- 가 담긴 팝/록 앨범「Virgin」(2000)은 그다지 큰 인기를 모으지는 못했지만 라이브 무대를 중심으로 자신만의 지지층을 확보해 나가는 역할을 했다.

## 음반

### 개인 음반
1. 정규
- 1집, Virgin (2000년 12월 21일)
- 2집, Yarn II Story (2002년 2월 6일)
- 3집, Another Story (2002년 9월 3일)
- 4집, Listen Carefully (2004년 3월 4일)

2. 싱글
- Love is... (2008년 2월 12일)

3. 스페셜
- 선물 (2006년 2월 10일)

4. 베스트
- Yarn's Best Vol.1 (2007년 10월)
- Yarn's Best Vol.2 (2007년 10월)

### 참여 음반
- 2001년 6월 19일 동감
- 2003년 8월 5일 동감(同感) Ⅱ: Blue + Rainbow
- 2004년 1월 20일 Dong Gam 3 God′s Gift
- 2008년 10월 31일 EMP